# Ezequiel Garré
Ángel Ezequiel Garré (Buenos Aires, 10 novembre 1981) è un ex calciatore argentino, di ruolo difensore.
È figlio del campione del mondo Oscar Garré.

## Caratteristiche tecniche
È un terzino sinistro.